# Kleiner Sonnstein
Der Kleine Sonnstein ist ein 923 m ü. A. hoher Berg im Gemeindegebiet von Traunkirchen und Ebensee am Westufer des Traunsees. Er ist wegen seiner hervorragenden Aussicht über den Traunsee, das Tote Gebirge und das Höllengebirge ein beliebter Wanderberg. Nahe dem Gipfel liegt die Sonnsteinhütte der Ortsstelle Traunkirchen des Österreichischen Bergrettungsdienstes.

## Flora und Vegetation
Im Gipfelbereich befindet sich ein schön ausgeprägter Schneeheide-Föhrenwald. Unter der Waldkiefer (Pinus sylvestris) wachsen neben vielen weiter verbreiteten Arten auch Hügel-Veilchen, Färber-Meier, Traunsee-Labkraut, Blut-Storchschnabel, Hasenohrblättriges Habichtskraut, Felsen-Kreuzdorn und Scheiden-Kronwicke.

## Fauna
Die besondere klimatische Gunst des Standortes ermöglicht ein Vorkommen der Goldaugenspringspinne (Philaeus chrysops).

## Anstiege
Markierte Anstiege
- Weg 1: Traunkirchner Ortsteil Siegesbach – Kleiner Sonnstein
- Weg 13: Ebensee – Großen Sonnstein – Kleiner Sonnstein